# HMS Hursley (L84)
«Гарслі» (L84) (англ. HMS Hursley (L84) — військовий корабель, ескортний міноносець типу «Хант» «II» підтипу Королівського військово-морського флоту Великої Британії за часів Другої світової війни.
«Гарслі» був закладений 21 грудня 1940 року на верфі компанії Swan Hunter, Тайн-енд-Вір. 2 квітня 1942 року увійшов до складу Королівських ВМС Великої Британії.